# San Agustín Loxicha
San Agustín Loxicha är en ort i Mexiko.   Den ligger i kommunen San Agustín Loxicha och delstaten Oaxaca, i den sydöstra delen av landet, 500 km sydost om huvudstaden Mexico City. San Agustín Loxicha ligger 1 836 meter över havet och antalet invånare är 2 266.
Terrängen runt San Agustín Loxicha är kuperad åt nordväst, men åt sydost är den bergig. San Agustín Loxicha ligger uppe på en höjd. Runt San Agustín Loxicha är det ganska tätbefolkat, med 83 invånare per kvadratkilometer. San Agustín Loxicha är det största samhället i trakten. I omgivningarna runt San Agustín Loxicha växer i huvudsak städsegrön lövskog.